# Filmografia de Woody Allen
Woody Allen é um diretor, roteirista, ator, autor, músico, comediante e dramaturgo estadunidense. Allen têm contribuído grandemente para o cinema como ator, diretor, roteirista e por diversas vezes como todos estes cargos. Allen escreveu quatro peças para teatro, incluindo produções da Broadway.
Seu primeiro filme foi a comédia What's New Pussycat? (1965), no qual atuou e produziu. Sua estreia como diretor foi no ano seguinte, em 1966, com o filme What's Up, Tiger Lily?, no qual um filme de espionagem japonês foi completamente redublado em inglês com roupagem cômica. Allen deu continuidade à carreira como escritor, diretor e ator nas comédias Bananas (1971) e Sleeper (1973), antes de voltar-se para outros gêneros com as comédias românticas Annie Hall (1977) e Manhattan (1979); pelo primeiro destes, Allen recebeu seus primeiros Prêmios da Academia nas categorias Melhor Diretor e Melhor Roteiro Original.
Influenciado pelo cinema europeu, Allen investiu em temas mais dramáticos, com Interiors (1978) e Another Woman (1988), sendo estes seus primeiros trabalhos neste estilo. Apesar disto, seguiu dirigindo diversas comédias, e apesar de Match Point (2005), Vicky Cristina Barcelona (2008), Midnight in Paris (2011) e Blue Jasmine (2013) terem sido bem recebidos pelo público e pela crítica especializada, algumas de suas produções mais recentes receberam críticas mistas. 

## Filmografia

### Cinema
| Ano  | Filme                                                                     | Papel   | Papel      | Papel | Papel                               |
| Ano  | Filme                                                                     | Diretor | Roteirista | Ator  | Papel                               |
| ---- | ------------------------------------------------------------------------- | ------- | ---------- | ----- | ----------------------------------- |
| 1965 | What's New Pussycat?                                                      |         | Sim        | Sim   | Victor Shakapopulis                 |
| 1966 | What's Up, Tiger Lily?                                                    | Sim     | Sim        | Sim   | Narrador                            |
| 1967 | Casino Royale                                                             |         |            | Sim   | Dr. Noah/Jimmy Bond                 |
| 1969 | Don't Drink the Water                                                     |         | Sim        |       |                                     |
| 1969 | Take the Money and Run                                                    | Sim     | Sim        | Sim   | Virgil Starkwell                    |
| 1971 | Bananas                                                                   | Sim     | Sim        | Sim   | Fielding Mellish                    |
| 1972 | Play It Again, Sam                                                        |         | Sim        | Sim   | Allan Felix                         |
| 1972 | Everything You Always Wanted to Know About Sex* (*But Were Afraid to Ask) | Sim     | Sim        | Sim   | Victor Shakapopulis/Fabrizio/O Bobo |
| 1973 | Sleeper                                                                   | Sim     | Sim        | Sim   | Miles Monroe                        |
| 1975 | Love and Death                                                            | Sim     | Sim        | Sim   | Boris Grushenko                     |
| 1976 | The Front                                                                 |         |            | Sim   | Howard Prince                       |
| 1977 | Annie Hall                                                                | Sim     | Sim        | Sim   | Alvy Singer                         |
| 1978 | Interiors                                                                 | Sim     | Sim        |       |                                     |
| 1979 | Manhattan                                                                 | Sim     | Sim        | Sim   | Isaac Davis                         |
| 1980 | Stardust Memories                                                         | Sim     | Sim        | Sim   | Sandy Bates                         |
| 1980 | To Woody Allen, From Europe with Love                                     |         |            | Sim   | Ele mesmo                           |
| 1982 | A Midsummer Night's Sex Comedy                                            | Sim     | Sim        | Sim   | Andrew                              |
| 1983 | Zelig                                                                     | Sim     | Sim        | Sim   | Leonard Zelig                       |
| 1984 | Broadway Danny Rose                                                       | Sim     | Sim        | Sim   | Danny Rose                          |
| 1985 | The Purple Rose of Cairo                                                  | Sim     | Sim        |       |                                     |
| 1986 | 50 Years of Action!                                                       |         |            | Sim   | Ele mesmo                           |
| 1986 | Meetin' WA                                                                |         |            | Sim   | Ele mesmo                           |
| 1986 | Hannah and Her Sisters                                                    | Sim     | Sim        | Sim   | Mickey Sachs                        |
| 1987 | Radio Days                                                                | Sim     | Sim        | Sim   | Narrador                            |
| 1987 | September                                                                 | Sim     | Sim        |       |                                     |
| 1987 | King Lear                                                                 |         |            | Sim   | Sr. Alien                           |
| 1988 | Another Woman                                                             | Sim     | Sim        |       |                                     |
| 1989 | New York Stories                                                          | Sim     | Sim        | Sim   | Sheldon                             |
| 1989 | Crimes and Misdemeanors                                                   | Sim     | Sim        | Sim   | Cliff Stern                         |
| 1990 | Alice                                                                     | Sim     | Sim        |       |                                     |
| 1991 | Scenes from a Mall                                                        |         |            | Sim   | Nick Fifer                          |
| 1991 | Shadows and Fog                                                           | Sim     | Sim        | Sim   | Kleinman                            |
| 1992 | Husbands and Wives                                                        | Sim     | Sim        | Sim   | Gabe Roth                           |
| 1993 | Manhattan Murder Mystery                                                  | Sim     | Sim        | Sim   | Larry Lipton                        |
| 1994 | Bullets over Broadway                                                     | Sim     | Sim        |       |                                     |
| 1995 | Mighty Aphrodite                                                          | Sim     | Sim        | Sim   | Lenny Weinrib                       |
| 1996 | Everyone Says I Love You                                                  | Sim     | Sim        | Sim   | Joe Berlin                          |
| 1997 | Deconstructing Harry                                                      | Sim     | Sim        | Sim   | Harry Block                         |
| 1997 | Wild Man Blues                                                            |         |            | Sim   | Ele mesmo                           |
| 1998 | Celebrity                                                                 | Sim     | Sim        |       |                                     |
| 1998 | The Impostors                                                             |         |            | Sim   | Diretor de teste                    |
| 1998 | Antz                                                                      |         |            | Sim   | Z (voz)                             |
| 1999 | Sweet and Lowdown                                                         | Sim     | Sim        | Sim   | Narrador                            |
| 2000 | Small Time Crooks                                                         | Sim     | Sim        |       |                                     |
| 2001 | The Curse of the Jade Scorpion                                            | Sim     | Sim        | Sim   | C.W. Briggs                         |
| 2002 | Hollywood Ending                                                          | Sim     | Sim        | Sim   | Val Waxman                          |
| 2003 | Anything Else                                                             | Sim     | Sim        | Sim   | David Dobel                         |
| 2004 | Melinda and Melinda                                                       | Sim     | Sim        |       |                                     |
| 2005 | Match Point                                                               | Sim     | Sim        |       |                                     |
| 2006 | Scoop                                                                     | Sim     | Sim        | Sim   | Sid Waterman                        |
| 2007 | Cassandra's Dream                                                         | Sim     | Sim        |       |                                     |
| 2008 | Vicky Cristina Barcelona                                                  | Sim     | Sim        |       |                                     |
| 2009 | Whatever Works                                                            | Sim     | Sim        |       |                                     |
| 2010 | You Will Meet a Tall Dark Stranger                                        | Sim     | Sim        |       |                                     |
| 2011 | Midnight in Paris                                                         | Sim     | Sim        |       |                                     |
| 2012 | To Rome with Love                                                         | Sim     | Sim        | Sim   | Jerry                               |
| 2013 | Blue Jasmine                                                              | Sim     | Sim        |       |                                     |
| 2014 | Magic in the Moonlight                                                    | Sim     | Sim        |       |                                     |
| 2015 | Irrational Man                                                            | Sim     | Sim        |       |                                     |
| 2016 | Café Society                                                              | Sim     | Sim        |       |                                     |
| 2017 | Wonder Wheel                                                              | Sim     | Sim        |       |                                     |
| 2019 | A Rainy Day in New York                                                   | Sim     | Sim        |       |                                     |
| 2020 | Rifkin's Festival                                                         | Sim     | Sim        |       |                                     |